# Unione Sportiva 1913 Seregno Calcio 2021-2022
Questa voce raccoglie le informazioni riguardanti l'US 1913 Seregno Calcio nelle competizioni ufficiali della stagione 2021-2022.

## Divise e sponsor
Per la stagione 2021-22 lo sponsor tecnico è Macron. Lo sponsor di maglia è Footballstars.io.
| Casa | Trasferta |

## Rosa
| N. |                    | Ruolo | Calciatore               |
| -- | ------------------ | ----- | ------------------------ |
| 1  | Italia (bandiera)  | P     | Ermanno Fumagalli        |
| 1  | Italia (bandiera)  | P     | Mattia Marocco           |
| 2  | Italia (bandiera)  | D     | Federico Capone          |
| 3  | Italia (bandiera)  | D     | Riccardo Zoia            |
| 4  | Italia (bandiera)  | C     | Matteo Mandorlini        |
| 5  | Italia (bandiera)  | D     | Cristian Anelli          |
| 6  | Italia (bandiera)  | D     | Gioacchino Galeotafiore  |
| 7  | Italia (bandiera)  | A     | Sabino Signorile         |
| 8  | Italia (bandiera)  | C     | Federico Gentile         |
| 9  | Italia (bandiera)  | A     | Iacopo Cernigoi          |
| 9  | Italia (bandiera)  | A     | Emanuele Pozzoli         |
| 10 | Italia (bandiera)  | A     | Andrea Cocco             |
| 11 | Italia (bandiera)  | A     | Matteo Cortesi           |
| 12 | Italia (bandiera)  | P     | Dennis Lupu              |
| 13 | Italia (bandiera)  | D     | Marco Rossi              |
| 14 | Albania (bandiera) | C     | Bernard Aga              |
| 15 | Italia (bandiera)  | D     | Daniele Solcia           |
| 16 | Italia (bandiera)  | C     | Roberto Marino           |
| 17 | Italia (bandiera)  | C     | Gaetano Vitale           |
| 18 | Italia (bandiera)  | C     | Silvano Raggio Garibaldi |
| 19 | Italia (bandiera)  | D     | Lorenzo Valeau           |

| N. |                       | Ruolo | Calciatore          |
| -- | --------------------- | ----- | ------------------- |
| 20 | Italia (bandiera)     | C     | Kaleb Jimenez       |
| 21 | Italia (bandiera)     | A     | Alessio Bartolotta  |
| 22 | Italia (bandiera)     | P     | Lorenzo Magnani     |
| 23 | Scozia (bandiera)     | A     | Harvey St Clair     |
| 23 | Italia (bandiera)     | D     | Antonio Balzano     |
| 24 | Italia (bandiera)     | A     | Emanuele Pozzoli    |
| 25 | Italia (bandiera)     | P     | Andrea Tozzo        |
| 26 | Italia (bandiera)     | C     | Matteo Iurato       |
| 27 | Italia (bandiera)     | A     | Antonio Ronci       |
| 28 | Italia (bandiera)     | C     | Gianmarco Alba      |
| 29 | Italia (bandiera)     | D     | Mattia Scognamiglio |
| 30 | Italia (bandiera)     | D     | Andrea Gemignani    |
| 32 | Italia (bandiera)     | P     | Riccardo Pigozzo    |
| 33 | Italia (bandiera)     | C     | Andrea Invernizzi   |
| 44 | Italia (bandiera)     | D     | Roberto Ferrari     |
| 55 | Svizzera (bandiera)   | D     | Martino Borghese    |
| 63 | Nigeria (bandiera)    | D     | Sergio Uyi          |
| 70 | Portogallo (bandiera) | A     | Zé Gomes            |
| 71 | Italia (bandiera)     | D     | Stefano Pani        |
| 73 | Italia (bandiera)     | D     | Francesco Marino    |
| 99 | Italia (bandiera)     | A     | Filippo D'Andrea    |

## Calciomercato

### Sessione estiva(dal 01/07 al 31/08)
| Acquisti | Acquisti                 | Acquisti       | Acquisti   |
| R.       | Nome                     | da             | Modalità   |
| -------- | ------------------------ | -------------- | ---------- |
| P        | Ermanno Fumagalli        | Foggia         | svincolato |
| P        | Riccardo Pigozzo         | Venezia        | prestito   |
| D        | Christian Anelli         | Foggia         | svincolato |
| D        | Gioacchino Galeotafiore  | Salernitana    | prestito   |
| D        | Andrea Gemignani         | Livorno        | svincolato |
| D        | Stefano Pani             | Lecce          | prestito   |
| D        | Marco Rossi              | Reggina        | definitivo |
| D        | Mattia Scognamiglio      | Sambenedettese | svincolato |
| D        | Daniele Solcia           | Atalanta       | prestito   |
| D        | Lorenzo Valeau           | Roma           | definitivo |
| C        | Gianmarco Alba           | Monopoli       | svincolato |
| C        | Federico Gentile         | Fano           | svincolato |
| C        | Andrea Invernizzi        | Ascoli         | definitivo |
| C        | Matteo Iurato            | Foggia         | svincolato |
| C        | Kaleb Jiménez            | Salernitana    | prestito   |
| C        | Matteo Mandorlini        | Padova         | definitivo |
| C        | Roberto Marino           | Fano           | svincolato |
| C        | Silvano Raggio Garibaldi | Foggia         | svincolato |
| C        | Gaetano Vitale           | Salernitana    | prestito   |
| A        | Alessio Bartolotta       | Trastevere     | svincolato |
| A        | Iacopo Cernigoi          | Salernitana    | svincolato |
| A        | Andrea Cocco             | Olbia          | svincolato |
| A        | Matteo Cortesi           | Chiasso        | svincolato |
| A        | Filippo D'Andrea         | Salernitana    | prestito   |
| A        | Sabino Signorile         | Milan          | prestito   |
| A        | Harvey St Clair          | Venezia        | prestito   |

| Cessioni | Cessioni             | Cessioni              | Cessioni      |
| R.       | Nome                 | a                     | Modalità      |
| -------- | -------------------- | --------------------- | ------------- |
| P        | Francesco Colantonio | Ascoli                | fine prestito |
| D        | Stefano Bonaiti      | Alcione               | svincolato    |
| D        | Andrea Mantegazza    | Mariano               | svincolato    |
| D        | Luka Tomas           | Atletico Terme Fiuggi | svincolato    |
| C        | Stefano Bonaiti      | Alcione               | svincolato    |
| C        | Matteo Bruzzone      |                       | svincolato    |
| C        | Gladestony           | Giugliano             | svincolato    |
| C        | Mario Piccinocchi    | Alcione               | svincolato    |
| C        | Amedeo Poletti       | Juventus              | fine prestito |
| C        | Tommaso Tentoni      |                       | svincolato    |
| C        | Simone Zanon         | Südtirol              | fine prestito |
| A        | Danilo Alessandro    | Albalonga             | svincolato    |
| A        | Filip Mihaljević     |                       | svincolato    |
| A        | Giovanni Ricciardo   | Siena                 | svincolato    |

### Sessione invernale(dal 04/01 al 01/02)
| Acquisti | Acquisti            | Acquisti | Acquisti   |
| R.       | Nome                | da       | Modalità   |
| -------- | ------------------- | -------- | ---------- |
| P        | Leonardo Caruso     | Paganese | definitivo |
| P        | Mattia Marocco      | Siena    | prestito   |
| P        | Andrea Tozzo        | Ternana  | prestito   |
| D        | Antonio Balzano     |          | svincolato |
| D        | Federico Capone     | Avellino | svincolato |
| D        | Sergio Uyi          |          | svincolato |
| A        | Simone Dell'Agnello | Grosseto | svincolato |
| A        | Zé Gomes            |          | svincolato |

| Cessioni | Cessioni            | Cessioni    | Cessioni      |
| R.       | Nome                | a           | Modalità      |
| -------- | ------------------- | ----------- | ------------- |
| P        | Leonardo Caruso     | Messina     | definitivo    |
| P        | Ermanno Fumagalli   | Viterbese   | definitivo    |
| P        | Riccardo Pigozzo    | Venezia     | fine prestito |
| D        | Martino Borghese    |             | svincolato    |
| D        | Mattia Scognamiglio | Albalonga   | definitivo    |
| A        | Iacopo Cernigoi     | Pescara     | prestito      |
| A        | Filippo D'Andrea    | Salernitana | fine prestito |
| A        | Harvey St Clair     | Venezia     | fine prestito |

## Risultati

### Serie C

#### Girone di andata
| Trieste 28 agosto 2021, ore 20:30 CEST 1ª giornata | Triestina        | 0 – 0 referto | Seregno | Stadio Nereo Rocco (852 spett.)\| Arbitro: \| Crezzini (Siena) \| |
| Arbitro:                                           | Crezzini (Siena) |               |         |                                                                   |

| Arbitro: | Mastrodomenico (Matera) |

|                     |           |                                                |
| Cernigoi 49’ (rig.) | Marcatori | 32’ (rig.), 45+3’ (rig.) Miracoli 40’ Guidetti |

| Arbitro: | Moriconi (Roma) |

|             |           |  |
| Rolando 10’ | Marcatori |  |

| Arbitro: | Longo (Paola) |

|  |           |                |
|  | Marcatori | 21’ Maistrello |

| Arbitro: | Collu (Cagliari) |

|                       |           |                                               |
| Palmieri 15’ Blue 68’ | Marcatori | 35’ (rig.) Jimenez 90+1’ Cernigoi 90+4’ Cocco |

| Arbitro: | Ricci (Firenze) |

|                                                         |           |  |
| Gemignani 14’ Cernigoi 41’, 70’ Signorile 51’ Cocco 62’ | Marcatori |  |

| Arbitro: | Di Marco (Ciampino) |

|             |           |           |
| Santini 13’ | Marcatori | 79’ Cocco |

| Arbitro: | Bitonti (Bologna) |

|            |           |            |
| Valeau 43’ | Marcatori | 3’ Paudice |

| Arbitro: | Carella (Bari) |

|                  |           |             |
| Sekulov 38’, 72’ | Marcatori | 3’ Borghese |

| Arbitro: | Frascaro (Firenze) |

|           |           |                                             |
| Cocco 54’ | Marcatori | 24’ Pittarello 67’ (rig.) Danti 80’ Metlika |

| Arbitro: | Kumara (Verona) |

|  |           |                     |
|  | Marcatori | 10’ (rig.) D'Andrea |

| Arbitro: | Scatena (Avezzano) |

|  |           |             |
|  | Marcatori | 86’ Brentan |

| Arbitro: | Monaldi (Macerata) |

|           |           |                          |
| Gómez 43’ | Marcatori | 10’ Cortesi 13’ Borghese |

| Arbitro: | Carrione (Castellammare di Stabia) |

|                  |           |                      |
| Galeotafiore 35’ | Marcatori | 27’ Rover 72’ Odogwu |

| Busto Arsizio 20 novembre 2021, ore 14:30 CET 15ª giornata | Pro Patria                    | 0 – 0 referto | Seregno | Stadio Carlo Speroni (500 spett.)\| Arbitro: \| Pascarella (Nocera Inferiore) \| |
| Arbitro:                                                   | Pascarella (Nocera Inferiore) |               |         |                                                                                  |

| Arbitro: | Saia (Palermo) |

|                        |           |  |
| Cernigoi 50’ Cocco 52’ | Marcatori |  |

| Arbitro: | Galipò (Firenze) |

|  |           |              |
|  | Marcatori | 13’ Borghese |

| Arbitro: | Centi (Terni) |

|             |           |                                                        |
| Cortesi 86’ | Marcatori | 7’ (rig.) Giudici 11’ Iocolano 13’ Petrović 70’ Celjak |

| Arbitro: | Arena (Torre del Greco) |

|              |           |                    |
| Dubickas 59’ | Marcatori | 90+5’ (aut.) Gonzi |

#### Girone di ritorno
| Arbitro: | Luciani (Roma 1) |

|  |           |           |
|  | Marcatori | 90’ Gomez |

| Arbitro: | Lovison (Padova) |

|                                       |           |                  |
| Luppi 24’ Balestrero 69’ Guerra 90+1’ | Marcatori | 38’ (rig.) Cocco |

| Arbitro: | Nicolini (Brescia) |

|                  |           |                      |
| Dell'Agnello 24’ | Marcatori | 66’ Panico 73’ Gatto |

| Arbitro: | Fontani (Siena) |

|                |           |  |
| Celeghin 90+1’ | Marcatori |  |

| Seregno 29 gennaio 2022, ore 14:30 CET 24ª giornata | Seregno             | 0 – 0 referto | Fiorenzuola | Stadio Ferruccio (270 spett.)\| Arbitro: \| Di Marco (Ciampino) \| |
| Arbitro:                                            | Di Marco (Ciampino) |               |             |                                                                    |

| Arbitro: | Diop (Treviglio) |

|                                          |           |                                                 |
| Varas 5’ (rig.) Bariti 43’ Lucenti 90+2’ | Marcatori | 22’ Gemignani 89’ Dell'Agnello 90+3’ Invernizzi |

| Arbitro: | Scatena (Avezzano) |

|            |           |                          |
| Marino 32’ | Marcatori | 39’ Chiricò 46’ Ceravolo |

| Arbitro: | Angelucci (Foligno) |

|                                  |           |            |
| Monachello 73’, 81’ Guccione 77’ | Marcatori | 20’ Marino |

| Arbitro: | Turrini (Firenze) |

|                        |           |                         |
| Vitale 3’ Zé Gomes 29’ | Marcatori | 69’ Cudrig 88’ Pecorino |

| Arbitro: | Luongo (Napoli) |

|                           |           |                            |
| Faedo 38’ Marchi 74’, 84’ | Marcatori | 61’ (rig.) Cocco 89’ Rossi |

| Arbitro: | Arena (Torre del Greco) |

|                  |           |                                 |
| Cocco 44’ (rig.) | Marcatori | 51’ Manconi 53’ Cori 83’ Milesi |

| Arbitro: | Di Graci (Como) |

|                                |           |                         |
| Scapuzzi 61’ (rig.) Ghezzi 65’ | Marcatori | 22’ Zé Gomes 82’ Solcia |

| Arbitro: | Mucera (Palermo) |

|                       |           |              |
| Zé Gomes 4’ Cocco 30’ | Marcatori | 75’ Bondioli |

| Arbitro: | Calzavara (Varese) |

|                      |           |  |
| Casiraghi 47’ (rig.) | Marcatori |  |

| Arbitro: | Luciani (Roma 1) |

|  |           |                           |
|  | Marcatori | 42’ Parker 45+1’ Pierozzi |

| Gorgonzola 2 aprile 2022, ore 17:30 CEST 35ª giornata | Giana Erminio    | 0 – 0 referto | Seregno | Stadio comunale Città di Gorgonzola (305 spett.)\| Arbitro: \| Crezzini (Siena) \| |
| Arbitro:                                              | Crezzini (Siena) |               |         |                                                                                    |

| Seregno 10 aprile 2022, ore 17:30 CEST 36ª giornata | Seregno                      | 0 – 0 referto | Trento | Stadio Ferruccio (250 spett.)\| Arbitro: \| Rinaldi (Bassano del Grappa) \| |
| Arbitro:                                            | Rinaldi (Bassano del Grappa) |               |        |                                                                             |

| Arbitro: | Maranesi (Ciampino) |

|            |           |             |
| Nepi 45+2’ | Marcatori | 65’ Jimenez |

| Arbitro: | Gualtieri (Asti) |

|                     |           |                      |
| Cocco 84’ Rossi 85’ | Marcatori | 7’ Dubickas 14’ Nava |

#### Play-out
| Arbitro: | Fiero (Pistoia) |

|             |           |          |
| Jimenez 50’ | Marcatori | 57’ Sala |

| Arbitro: | Feliciani (Teramo) |

|             |           |                  |
| De Sena 76’ | Marcatori | 17’ (rig.) Cocco |

### Coppa Italia Serie C
| Arbitro: | Mucera (Palermo) |

|             |           |                                    |
| Possenti 6’ | Marcatori | 14’, 38’ Cernigoi 65’ Scognamiglio |

| Arbitro: | Acanfora (Castellammare di Stabia) |

|                                    |                      |                              |
| Caporali Simonti Izzillo Belcastro | Tiri di rigore 3 – 1 | D'Andrea Cocco Marino Solcia |

## Statistiche

### Statistiche di squadra
| Competizione         | Punti | In casa | In casa | In casa | In casa | In casa | In casa | In trasferta | In trasferta | In trasferta | In trasferta | In trasferta | In trasferta | Totale | Totale | Totale | Totale | Totale | Totale | DR  |
| Competizione         | Punti | G       | V       | N       | P       | Gf      | Gs      | G            | V            | N            | P            | Gf           | Gs           | G      | V      | N      | P      | Gf     | Gs     | DR  |
| -------------------- | ----- | ------- | ------- | ------- | ------- | ------- | ------- | ------------ | ------------ | ------------ | ------------ | ------------ | ------------ | ------ | ------ | ------ | ------ | ------ | ------ | --- |
| Serie C              | 34    | 19+1    | 3       | 5+1     | 11      | 21+1    | 30+1    | 19+1         | 4            | 8+1          | 7            | 20+1         | 25+1         | 40     | 7      | 15     | 18     | 43     | 57     | -14 |
| Coppa Italia Serie C | -     | 1       | 0       | 1       | 0       | 0       | 0       | 1            | 1            | 0            | 0            | 3            | 1            | 2      | 1      | 1      | 0      | 3      | 1      | +2  |
| Totale               | 34    | 21      | 3       | 6       | 11      | 22      | 31      | 21           | 5            | 9            | 7            | 24           | 27           | 42     | 8      | 16     | 18     | 46     | 58     | -12 |

### Andamento in campionato
| Giornata  | 1  | 2  | 3  | 4  | 5  | 6  | 7  | 8 | 9  | 10 | 11 | 12 | 13 | 14 | 15 | 16 | 17 | 18 | 19 | 20 | 21 | 22 | 23 | 24 | 25 | 26 | 27 | 28 | 29 | 30 | 31 | 32 | 33 | 34 | 35 | 36 | 37 | 38 |
| --------- | -- | -- | -- | -- | -- | -- | -- | - | -- | -- | -- | -- | -- | -- | -- | -- | -- | -- | -- | -- | -- | -- | -- | -- | -- | -- | -- | -- | -- | -- | -- | -- | -- | -- | -- | -- | -- | -- |
| Luogo     | T  | C  | T  | C  | T  | C  | T  | C | T  | C  | T  | C  | T  | C  | T  | C  | T  | C  | T  | C  | T  | C  | T  | C  | T  | C  | T  | C  | T  | C  | T  | C  | T  | C  | T  | C  | T  | C  |
| Risultato | N  | P  | P  | P  | V  | V  | N  | N | P  | P  | V  | P  | V  | P  | N  | V  | V  | P  | N  | P  | P  | P  | P  | N  | N  | P  | P  | N  | P  | P  | N  | V  | P  | P  | N  | N  | N  | N  |
| Posizione | 12 | 14 | 17 | 20 | 15 | 10 | 10 | 9 | 12 | 16 | 13 | 14 | 11 | 13 | 13 | 12 | 7  | 11 | 11 | 12 | 16 | 18 | 12 | 14 | 16 | 17 | 17 | 17 | 18 | 18 | 18 | 18 | 18 | 18 | 18 | 18 | 18 | 18 |

Legenda:

Luogo: C = Casa; T = Trasferta. Risultato: V = Vittoria; N = Pareggio; P = Sconfitta.